# RASSF3
RASSF3 (англ. Ras association domain family member 3) – білок, який кодується однойменним геном, розташованим у людей на 12-й хромосомі. Довжина поліпептидного ланцюга білка становить 238 амінокислот, а молекулярна маса — 27 562.
| 10         |  | 20         |  | 30         |  | 40         |  | 50         |
| ---------- |  | ---------- |  | ---------- |  | ---------- |  | ---------- |
| MSSGYSSLEE |  | DAEDFFFTAR |  | TSFFRRAPQG |  | KPRSGQQDVE |  | KEKETHSYLS |
| KEEIKEKVHK |  | YNLAVTDKLK |  | MTLNSNGIYT |  | GFIKVQMELC |  | KPPQTSPNSG |
| KLSPSSNGCM |  | NTLHISSTNT |  | VGEVIEALLK |  | KFLVTESPAK |  | FALYKRCHRE |
| DQVYACKLSD |  | REHPLYLRLV |  | AGPRTDTLSF |  | VLREHEIGEW |  | EAFSLPELQN |
| FLRILDKEED |  | EQLQNLKRRY |  | TAYRQKLEEA |  | LREVWKPD   |  |            |

A: Аланін

C: Цистеїн

D: Аспарагінова кислота

E: Глутамінова кислота

F: Фенілаланін

G: Гліцин

H: Гістидин

I: Ізолейцин

K: Лізин

L: Лейцин

M: Метіонін

N: Аспарагін

P: Пролін

Q: Глутамін

R: Аргінін

S: Серин

T: Треонін

V: Валін

W: Триптофан

Задіяний у таких біологічних процесах, як ацетилювання, альтернативний сплайсинг. 
Локалізований у цитоплазмі, цитоскелеті.